# Krystian Ochman
Krystian Jan Ochman (Melrose, Massachusetts, 19 de julio de 1999), también conocido simplemente como Ochman, es un cantante y compositor polaco-estadounidense. Ochman es conocido por ser el ganador de la undécima edición de The Voice of Poland y el representante polaco en el Festival de la Canción de Eurovisión 2022.

## Biografía
Krystian Ochman nació en Melrose, Massachusetts y creció cerca de Washington, donde sus padres se fueron durante la era comunista. Proviene de una familia con tradiciones musicales, ya que su padre tocaba el sintetizador en la banda Róże Europy, y su abuelo, Wiesław Ochman, es cantante de ópera. Tiene una hermana mayor, Natalia, y un hermano menor, Álex. Al principio le fascinaba el deporte, nadaba y quería ser futbolista, y a instancias de sus padres, empezó a aprender a tocar el piano y la trompeta. Durante sus años en la escuela secundaria, comenzó a recibir clases de canto y, además, interpretó el papel de un príncipe en un musical escolar de Cenicienta. A petición de su abuelo, comenzó sus estudios en la Academia de Música de Katowice, en la clase de música vocal clásica.
En 2020, participó en las audiciones de la 11.ª edición del programa de talentos The Voice of Poland. Habiéndose unido al equipo de Michał Szpak, pasó con éxito las siguientes fases de la competición y acabó llegando a la final, donde obtuvo el apoyo de los espectadores proclamándose vencedor. Después de la final, lanzó su primer sencillo original, "Światłocienie". En los meses siguientes, lanzó los sencillos: "Wielkie tytuły", "Wspomnienie" y "Ten sam ja".
En septiembre de 2021, recibió el Premio del Público en el concierto "Premiery" en el 58.º Festival Nacional de la Canción Polaca de Opole, en el que interpretó la canción "Prometheusz". El 19 de noviembre del mismo año, lanzó su álbum debut, llamado Ochman, por el que fue nominado a un premio entre los últimos lanzamientos más vendidos de Empik.
El 19 de febrero de 2022, ganó con la canción "River" la final del programa Tu bije serce Europy! Wybieramy hit na Eurowizję!, en el que se elegía al representante de Polonia en el Festival de la Canción de Eurovisión. En la final del certamen europeo, quedó en 12.ª posición con 151 puntos.

## Discografía
- Ochman (2021)

## Nominaciones
| Año  | concurso                   | Categoría                            | Resultado |
| ---- | -------------------------- | ------------------------------------ | --------- |
| 2022 | Best-sellers de Empik 2021 | Novedades de Empik - música (Ochman) | Nominado  |